# Droga wojewódzka nr 436
Droga wojewódzka nr 436 (DW436) – droga wojewódzka w środkowej części woj. wielkopolskiego o długości 28 km. Droga przebiega przez 2 powiaty: śremski (gminy: Śrem, Książ Wielkopolski), średzki (gminę: Nowe Miasto) oraz przez miasta Śrem i Książ Wielkopolski

## Miejscowości leżące przy trasie DW436
- Śrem
- Pysząca
- Chrząstowo (skrzyżowanie z drogą lokalną do Książa Wlkp. przez Łężek oraz do Wieszczyczyna)
- Zawory
- Konarzyce
- Kiełczyn
- Książ Wielkopolski (skrzyżowanie z drogą lokalną do Dolska przez Włościejewki)
- Radoszkowo Drugie
- Boguszyn
- Chocicza
- Klęka

## Linki zewnętrzne

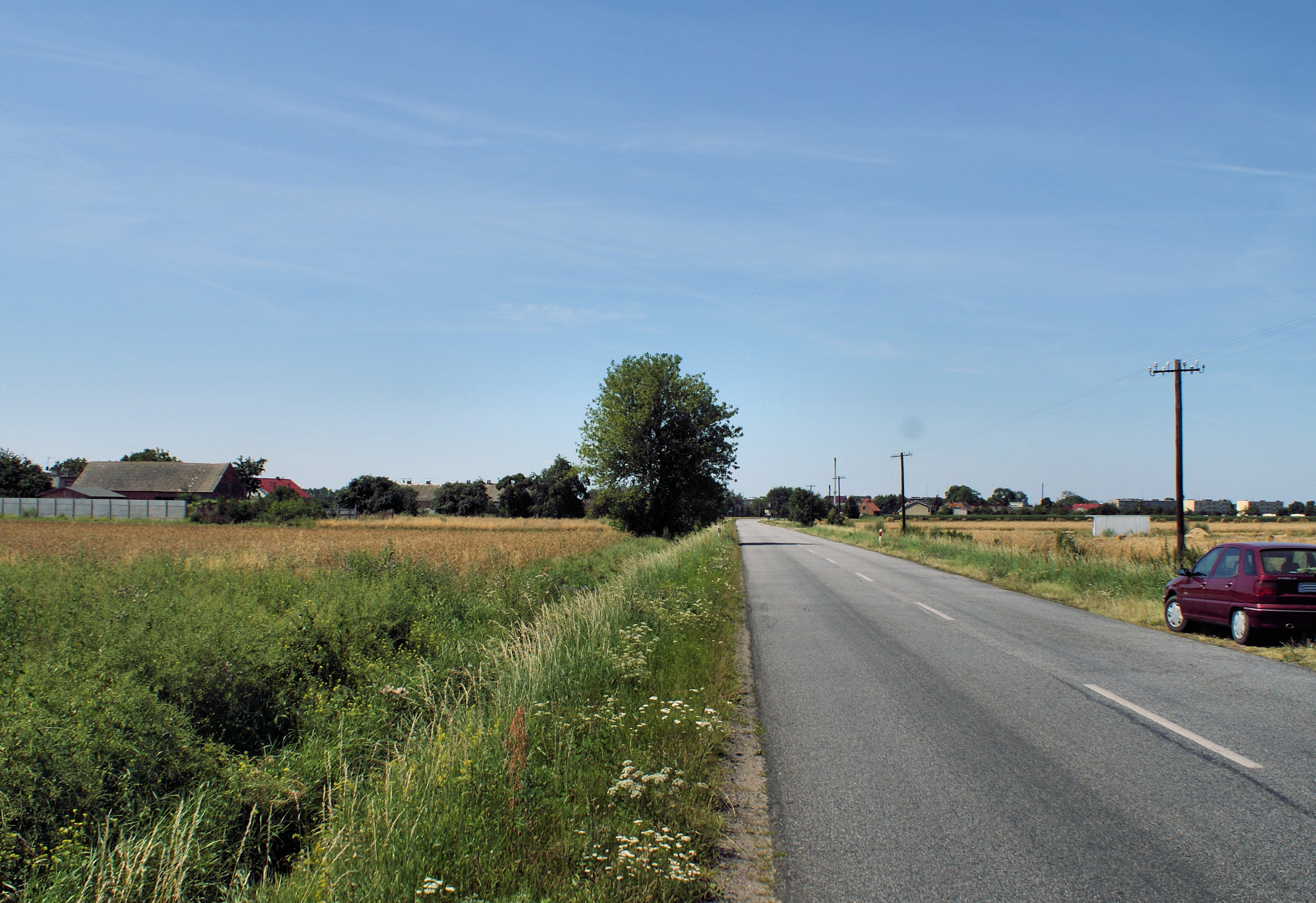
Droga wojewódzka nr 436 – okolice wjazdu do Radoszkowa Drugiego.